# Que Du Luu
Que Du Luu (født 1973 i Cholon, Vietnam) er en tysksproget forfatter af kinesisk afstamning.

## Liv
Luu flygtede med sine forældre i 1977 fra den vietnamesiske Chinatown Cholon. Familien fik flygtningestatus i Vesttyskland som bådflygtninge. Luu voksede op i Herford, studerede  derefter i Bielefeld germanistik og filosofi og opnåede magistergrad.

## Udgivelser
- Totalschaden : Roman, Stuttgart : Reclam Leipzig 2006 ISBN 978-3-379-00838-9
- Vielleicht will ich alles : Roman Köln : Kiepenheuer & Witsch 2011 ISBN 978-3-462-04295-5